# 乌克拉纳马恩迪
乌克拉纳马恩迪（Uklanamandi），是印度哈里亚纳邦Hisar县的一个城镇。总人口10936（2001年）。

## 人口
该地2001年总人口10936人，其中男性5844人，女性5092人；0—6岁人口1559人，其中男905人，女654人；识字率70.03%，其中男性为75.70%，女性为63.51%。